# 豐稷

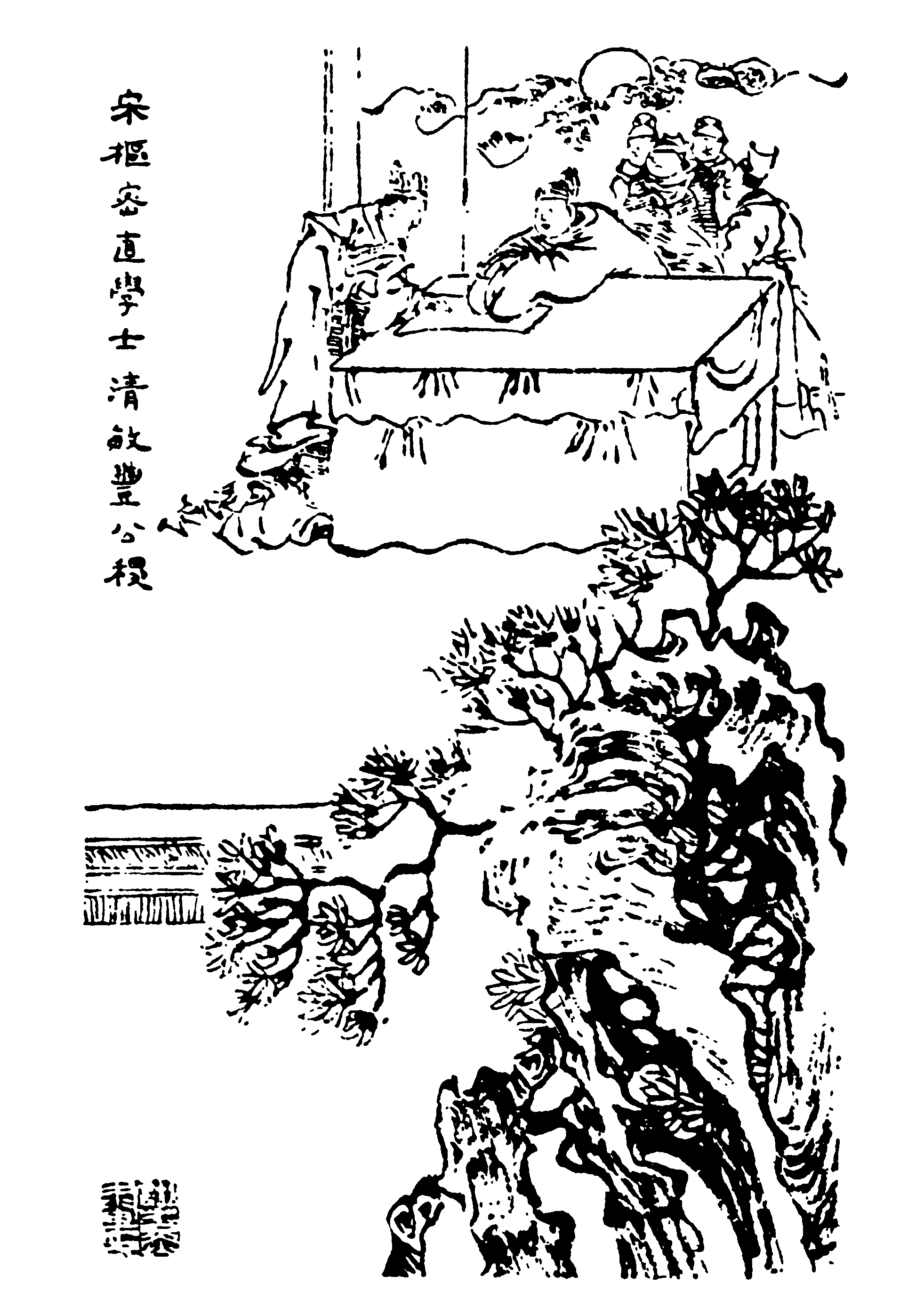
宋樞密直學士清敏豐公稷（清代畫家虞琴所繪，出自《四明人鑑》）

豐稷（1033年—1108年）。字相之，明州鄞縣人，宋朝大臣、学者。

## 生平
宋仁宗嘉祐四年（1059年），進士及第，為亳州蒙城縣主簿、谷城令，人稱：“清如水，平如衡”。宋哲宗元祐二年（1087年）为提点利州成都路刑狱。
宋徽宗立（1101年），召为谏议大夫，除御史中丞，不久轉任工部尚書。曾奏上《崇俭爱民疏》、《揭蔡京蔡卞奸邪疏》，揭章惇、蔡京之姦。崇宁元年（1102年）出知苏州，改越州。一再貶官，六姦既除后，稍复为朝请郎，提举亳州太清宫。
能書法，曾书慈溪永明寺殿记，史稱：“开大而不沓拖，谨密而不拘曲，驰骋于意象之先，于笔画之外，蔡、苏、黄、米之美，无不挹取而不用其一笔”。大观元年（1107年）十二月二十九日病卒，高宗建炎三年（1129年）追复枢密直学士，諡清敏。
《宋史·卷三二一》、李朴《丰清敏公遗事》、《宝庆四明志·卷八》等有传。其孙豐存芳。

## 著作
著有：
- 《鲁诗世学》36卷
- 《浑仪浮漏景表铭词》4卷
- 《孟子注》

今存：
- 《丰清敏公遗书》
- 《丰清敏公诗文辑存》1卷，张寿镛辑。

## 延伸閱讀
[在维基数据编辑]
 《四明人鑑·宋樞密直學士清敏豐公稷》，出自《四明人鑑》
 《宋史·卷321》，出自脱脱《宋史》